# 청년 만화
청년 만화(靑年漫畫)은 15 세 이상, 특히 20 대 · 30 대 남성을 겨냥한 만화이다.

## 청년 만화에 대한 정의
예전에는 주로 15 세 이상, 특히 20 대 · 30 대 남성을 대상으로 하고 있었지만, 현재는 중고생이나 여성 독자도 늘고 소년 만화 및 소녀 만화의 경계도 희미해지고 있다. 다양한 작풍의 작품을 취급하는 것으로 인해 광범위한 독자가 늘고 만화 업계에서 게재 잡지 자격 및 대상 독자층의 관점에서 시장의 큰 분류 대상이 되고 있다.
출판 · 유통 · 판매 단계에서는 월간 애프터 눈 및 월간 IKKI, 코믹 빔 등의 이른바 "매니아 계"라고 말하는 만화 잡지와 월간 코믹 전격 대왕 등 미디어 믹스에 중점을 둔 만화 잡지에 게재된 작품도 일단 청년 만화에는 포함되지만 마케팅 기법이나 소비자의 입장에서는 청년 만화와는 구분 될 수 있다.

## 주요 청년 만화 잡지 현황

### 일본
※ 청년 만화 잡지를 5개 이상 출판하는 출판사의 잡지만 소개.
- 아키타 서점
  - 플레이 코믹 ( 월간 ) 1968년 6월 창간
  - 영 챔피언 ( 월 2 회 발간) 1988년 3월 창간
  - 영 챔피언 레츠 ( 월간 ) 2006년 6월 창간 ※ 증간 취급
  - 챔피언 RED ( 월간 ) 2002년 8월 창간
  - 챔피언 RED 이치고 ( 격월간 ) 2006년 12월 창간 ※ 증간 취급

- 아스키 미디어
  - 월간 코믹 전격 대왕 1994년 4월 창간
  - 전격 제왕 2004년 4월 창간 2006년 11월 휴간 ※ 증간 취급
  - 전격 마 오우 ( 월간 ) 2005년 10월 창간
  - 전격 검정 「마 ) 왕 ( 계간 ) 2007년 9월 창간 2010년 6월 휴간 ※ 증간 취급
  - 전격 G 's Festival ! COMIC ( 격월간 ) 2007년 11월 창간

- 카도카와 서점
  - 월간 소년 에이스 1994년 10월 창간
  - 4 컷 nano 에이스 ( 월간 ) 2011년 3월 창간
  - 특촬 에이스 ( 격월간 ) 2003년 창간 2006년 휴간
  - 월간 콤프 에이스 2005년 3월 창간
  - 코믹 차지 ( 격주 ) 2007년 3월 창간 2009년 1월 휴간
  - 만화 카이 ( 계간 ) 2007년 창간
  - 영 에이스 ( 월간 ) 2009년 7월 창간
  - 알티마 에이스 ( 격월간 ) 2011년 10월 창간
  - 뉴타입 에이스 ( 월간 ) 2011년 9월 창간
  - 사무라이 에이스 ( 격월간 ) 2012년 창간

- 강담사
  - 주간 영 매거진 1980년 6월 창간
  - 영 매거진 업퍼즈 1998년 4월 창간 , 2004년 10월 휴간 ※ 증간 취급
  - 월간 영 매거진 2009년 12월 창간 ※ 증간 취급
  - 모닝 ( 주간 ) 1989년 12월 창간
  - 월간 모닝 two 2006년 8월 창간 ※ 증간 취급
  - 미스터 매거진 1991년 4월 창간 , 2000년 1월 휴간
  - 이브닝 ( 격주 ) 2001년 8월 창간
  - 월간 애프터 눈 1986년 창간
  - 애프터 눈 시즌 증간 1999년 창간 , 2002년 휴간 ※ 증간 취급
  - good ! 애프터 눈 ( 월간 ) 2008년 11월 창간 ※ 증간 취급
  - 월간 매거진 Z 1999년 6월 창간 , 2009년 1월 휴간
  - 월간 소년 시리우스 2005년 5월 창간

- 집영사
  - 주간 영 점프 1979년 5월 창간
  - 월간 영 점프 2008년 5월 창간 , 2010년 8월 휴간 ※ 증간 취급
  - 미라클 점프 ( 격월간 ) 2011년 1월 창간 ※ 증간 취급
  - 점프 카이 ( 월간 ) 2011년 6월 창간 ※ 증간 취급
  - 비즈니스 점프 ( 월 2 회 발간) 1985년 7월 창간 , 2011년 10월 휴간
  - 슈퍼 점프 ( 월 2 회 발간) 1988년 11월 창간 , 2011년 11월 휴간
  - 오 슈퍼 점프 1996년 3월 창간 , 2010년 8월 휴간 ※ 증간 취급
  - MANGA 올맨 1995년 창간 , 2002년 휴간
  - 울트라 점프 ( 월간 ) 1999년 창간
  - 점프 스퀘어 ( 월간 ) 2007년 11월 창간
  - 점프 SQ.19 ( 격월간 ) 2010년 5월 창간
  - 그랜드 점프 ( 월 2 회 발간) 2011년 11월 창간
  - 그랜드 점프 PREMIUM ( 월간 ) 2011년 12월 창간

- 소학관
  - 빅 코믹 ( 월 2 회 발간) 1968년 2월 창간
  - 빅 코믹 증간호 ( 격월간 ) ※ 증간 취급
  - 빅 코믹 오리지널 ( 월 2 회 발간) 1972년 창간
  - 빅 코믹 오리지널 증간 ( 격월간 ) ※ 증간 취급
  - 빅 골드 1978년 6월 창간 1985년 7월 휴간
  - 빅 코믹 스피리츠 ( 주간 ) 1980년 10월 창간
  - 월간 ! 스피리츠 2009년 8월 창간 ※ 증간 취급
  - 주간 영 선데이 1987년 3월 창간 2008년 5월 휴간
  - 빅 코믹 슈페리어 ( 월 2 회 발간) 1987년 7월 창간
  - 월간 선데이 제넥스 ( 월간 ) 2000년 7월 창간
  - 월간 IKKI 2003년 4월 창간

## 같이 보기
- 소년 만화
- 소녀 만화
- 여성 만화
- 극화